# Lijst van oorlogsmonumenten in Amsterdam
De gemeente Amsterdam heeft 197 oorlogsmonumenten. Hieronder een overzicht.
| Nr.                             | Object                                                                                              | Herdachte groep | Ontwerper                                                                        | Onthulling                            | Type                                | Locatie | Plaats | Coördinaten                   | Foto                                                                                               |
| ------------------------------- | --------------------------------------------------------------------------------------------------- | --- | -------------------------------------------------------------------------------- | ------------------------------------- | ----------------------------------- | --- | --- | ----------------------------- | -------------------------------------------------------------------------------------------------- |
| 6                               | Gevelstenen in het voormalig Joods Meisjesweeshuis Originele gevelstenen/tekst op daklijst hersteld | Joodse weesmeisjes in 1942 afgevoerd naar Westerbork |                                                                                  | 9 februari 2003                       | plaquette                           | Rapenburgerstraat 171, 1011 VM                                                                                             | Centrum | 52° 22' 6" NB, 4° 54' 22" OL  | Gevelstenen in het voormalig Joods MeisjesweeshuisOriginele gevelstenen/tekst op daklijst hersteld |
| 74                              | Monument voor het Ondergedoken Kind en Beschermer                                                   | vervolgden Nederland, verzet Nederland | Naomi Elburg                                                                     | 11 mei 2000                           | beeld/sculptuur                     | Van Boshuizenstraat, 1083 AP                                                                                               | Zuid | 52° 19' 29" NB, 4° 52' 46" OL | Monument voor het Ondergedoken Kind en Beschermer                                                  |
| 101                             | Plaquette Februaristaking                                                                           | vervolgden Nederland, verzet Nederland | Ezechiël J. Hoek                                                                 | 25 februari 1976                      | plaquette                           | Noordermarkt, 1015 MV | Centrum | 52° 22' 48" NB, 4° 53' 12" OL | Meer afbeeldingen                                                                                  |
| 102                             | Gedenkteken Muiderpoortstation                                                                      | Gedeporteerde joden | Steffen Maas                                                                     | 3 oktober 2002                        | gedenkbank                          | Oosterspoorplein, 1093 JW                                                                                                  | Oost | 52° 21' 37" NB, 4° 55' 51" OL | Meer afbeeldingen                                                                                  |
| 104                             | Oorlogsmonument Jan van Eijckstraat 47                                                              | overig | Aart Rietbroek (1929-1985)                                                       | 1 november 1957                       | reliëf                              | Rubensstraat / Jan van Eijckstraat 47, 1077 LH                                                                             | Zuid | 52° 20' 60" NB, 4° 52' 27" OL | Meer afbeeldingen                                                                                  |
| 401                             | Spanjemonument                                                                                      | algemeen | Eddy Roos (beeld), Harm van Weerden (sierbestrating)                             |                                       | beeld/sculptuur                     | Plein Spanje '36-'39, 1031                                                                                                 | Noord | 52° 23' 14" NB, 4° 54' 51" OL | Meer afbeeldingen                                                                                  |
| 405                             | Herdenkingsraam in De Nieuwe Kerk                                                                   | algemeen, allen | Toon Verhoef                                                                     | 4 mei 1995                            | glas in lood                        | Dam, 1012 JS | Centrum | 52° 22' 23" NB, 4° 53' 35" OL | |
| 478                             | Vredesteken Osdorp                                                                                  | algemeen | Heppe de Moor                                                                    | 18 december 1986                      | beeld/sculptuur                     | Hoekenesgracht, 1068 | Nieuw-West | 52° 21' 30" NB, 4° 47' 56" OL | Meer afbeeldingen                                                                                  |
| 479                             | Oorlogsmonument Kinderdijkstraat                                                                    | algemeen |                                                                                  |                                       | boom                                | Kinderdijkstraat, 1079 GB                                                                                                  | Zuid | 52° 20' 33" NB, 4° 54' 11" OL | Meer afbeeldingen                                                                                  |
| 516                             | Gedenksteen voor het voormalig Huis van Bewaring                                                    | verzet Nederland | Ir. Pieter Zaanen (ontwerp), Richter Roegholt (tekst)                            | 4 mei 1992                            | gedenksteen                         | Weteringschans, 1017 SG | Centrum | 52° 21' 46" NB, 4° 52' 60" OL | Meer afbeeldingen                                                                                  |
| 699                             | Nationaal Dachau Monument                                                                           | vervolgden Nederland, verzet Nederland | Niek Kemps                                                                       | 1 december 1996                       | overig                              | Bosbaanweg (Amsterdamse Bos), 1182                                                                                         | Amstelveen | 52° 19' 34" NB, 4° 50' 11" OL | Meer afbeeldingen                                                                                  |
| 802                             | 43 Kinderen                                                                                         | vervolgden Nederland | Willem Henri Lucas (1962)                                                        | 5 november 1995                       | gedenkmuur                          | Mauritskade 58, 1092 AD | Oost | 52° 21' 43" NB, 4° 55' 5" OL  | Meer afbeeldingen                                                                                  |
| 834                             | Anne Frank Huis                                                                                     | vervolgden Nederland |                                                                                  | 3 mei 1960                            | overig                              | Prinsengracht 263, 1016 GV                                                                                                 | Centrum | 52° 22' 31" NB, 4° 53' 3" OL  | Meer afbeeldingen                                                                                  |
| 939                             | Monument voor Anton de Kom                                                                          | verzet Nederland | Jikke van Loon                                                                   | 24 april 2006                         | beeld/sculptuur                     | Anton de Komplein, 1102 DR                                                                                                 | Zuidoost | 52° 18' 60" NB, 4° 57' 29" OL | Meer afbeeldingen                                                                                  |
| 4544                            | Gedenksteen voor Anton de Kom                                                                       | verzet Nederland | Natasja Kensmil                                                                  | 24 november 2022                      | gedenksteen                         | Nieuwe Kerk Amsterdam, Dam, 1012 NL                                                                                        | Centrum | 52° 22' 26" NB, 4° 53' 28" OL | Meer afbeeldingen                                                                                  |
| 1108                            | Gedenksteen Jan Verleun en Gerard Steen                                                             | Jan Verleun Gerard Steen | Willem IJzerdraat                                                                | 24 november 1945                      | gedenksteen                         | Admiraal de Ruijterweg 406, 1055 ND                                                                                        | West | 52° 22' 40" NB, 4° 51' 27" OL | Meer afbeeldingen                                                                                  |
| 1432                            | Monument voor Frederik J.M. Ox en Ferdinand Ploeger                                                 | verzet Nederland |                                                                                  |                                       | plaquette                           | Gerrit van der Veenstraat 79, 1077 DT                                                                                      | Zuid | 52° 20' 56" NB, 4° 52' 33" OL | Meer afbeeldingen                                                                                  |
| 1434                            | De Dokwerker                                                                                        | vervolgden Nederland, verzet Nederland | Mari Andriessen (1897-1979)                                                      | 1 december 1952                       | beeld/sculptuur                     | Jonas Daniël Meijerplein 2-4, 1011 RH                                                                                      | Centrum | 52° 22' 3" NB, 4° 54' 15" OL  | Meer afbeeldingen                                                                                  |
| 1435                            | Monument in het Olympisch Stadion                                                                   | sporters | Fred Carasso (1899-1969)                                                         | 22 juni 1947                          | beeld/sculptuur                     | Olympisch Stadion 21, 1076 DE                                                                                              | Zuid | 52° 20' 35" NB, 4° 51' 20" OL | Meer afbeeldingen                                                                                  |
| 1436                            | Oorlogsmonument Harmoniehof                                                                         | Viering vrijheid | Van der Valk's Natuursteenhandel                                                 | 26 november 1994                      | boom                                | Harmoniehof, 1071 TC | Zuid | 52° 21' 5" NB, 4° 52' 58" OL  | Meer afbeeldingen                                                                                  |
| 1437                            | Gedenkraam aan de Pieter de Hoochstraat                                                             | burgerslachtoffers | J. Weijnand                                                                      |                                       | glas in lood                        | Pieter de Hoochstraat 1, 1071 ED                                                                                           | Zuid | 52° 21' 27" NB, 4° 53' 7" OL  | |
| 1438                            | Gedenkteken Truus Wijsmuller-Meijer                                                                 | Truus Wijsmuller-Meijer | Herman Diederik Janzen                                                           | 1965/1978                             | beeld/sculptuur                     | Bachplein, 1077 GH | Zuid | 52° 20' 53" NB, 4° 52' 48" OL | Meer afbeeldingen                                                                                  |
| 1439                            | Vrouwen van Ravensbrück                                                                             | vervolgden Nederland | Guido Eckhardt, Joost van Santen, Frank Nix                                      | 25 april 1975                         | zuil                                | Museumplein, 1071 DJ | Zuid | 52° 21' 28" NB, 4° 52' 54" OL | Meer afbeeldingen                                                                                  |
| 1440                            | Zigeunermonument Hel en vuur                                                                        | vervolgden Nederland | Heleen Levano                                                                    | 25 november 1978                      | beeld/sculptuur                     | Museumplein, 1071 DJ | Zuid | 52° 21' 28" NB, 4° 52' 54" OL | Meer afbeeldingen                                                                                  |
| 1441                            | Monument aan de J.M. van der Meylaan                                                                | burgerslachtoffers |                                                                                  |                                       | gedenksteen                         | J.M. van der Meylaan, 1019                                                                                                 | Oost | 52° 22' 5" NB, 4° 56' 37" OL  | Monument aan de J.M. van der Meylaan                                                               |
| 1442                            | Monument aan de Panamakade                                                                          | burgerslachtoffers |                                                                                  |                                       | gedenksteen                         | Panamakade, 1019 | Oost | 52° 22' 22" NB, 4° 56' 34" OL | |
| 1443                            | Oorlogsmonument Amstelveenseweg                                                                     | leden Binnenlandse Strijdkrachten | ir. Ferdinand B. Jantzen                                                         | 25 mei 1946                           | gedenksteen                         | Amstelveenseweg, 1075 | Zuid | 52° 20' 23" NB, 4° 51' 27" OL | Meer afbeeldingen                                                                                  |
| 1444                            | Monument voor Canadese Militairen                                                                   | algemeen, geallieerde militairen | Jan de Baat (1921-2010)                                                          | 5 mei 1980                            | beeld/sculptuur                     | Apollolaan, 1077 AA | Zuid | 52° 21' 2" NB, 4° 52' 32" OL  | Meer afbeeldingen                                                                                  |
| 1445                            | Verzetsmonument Apollolaan                                                                          | burgerslachtoffers, verzet Nederland | Jan Willem Havermans (1892-1964)                                                 | 25 oktober 1952                       | beeld/sculptuur                     | Apollolaan 91-99, 1077 AA                                                                                                  | Zuid | 52° 21' 3" NB, 4° 52' 40" OL  | Meer afbeeldingen                                                                                  |
| 1446                            | Monument leven en vrijheid                                                                          | algemeen |                                                                                  |                                       | gedenksteen                         | Ceramplein, 1095 BP | Oost | 52° 21' 45" NB, 4° 56' 29" OL | Meer afbeeldingen                                                                                  |
| 1447                            | Monument aan de Cruquiusweg                                                                         | overig | Nic Jonk (1928-1994)                                                             |                                       | gedenksteen                         | Cruquiusweg 31, 1019 AT | Oost | 52° 22' 7" NB, 4° 56' 21" OL  | |
| 1448                            | Keesje                                                                                              | burgerslachtoffers Keesje Brijde | anoniem                                                                          | 1945, herplaatst 2000                 | kruis                               | Keesje Brijdeplantsoen, 1019 TH                                                                                            | Oost | 52° 22' 26" NB, 4° 56' 48" OL | Meer afbeeldingen                                                                                  |
| 1449                            | Joodse grossiers                                                                                    | vervolgden Nederland | Hildo Krop                                                                       | 1959                                  | reliëf                              | Jan van Galenstraat 14, 1056 BJ                                                                                            | West | 52° 22' 33" NB, 4° 51' 58" OL | Meer afbeeldingen                                                                                  |
| 1451                            | Monument voor de Verzetsstrijders                                                                   | verzet Nederland | Hildo Krop                                                                       |                                       | zuil                                | Kruislaan, 1097 EC | Oost | 52° 20' 56" NB, 4° 56' 31" OL | Meer afbeeldingen                                                                                  |
| 1452                            | Monument op begraafplaats De Nieuwe Ooster                                                          | militairen in dienst van het Nederlands Koninkrijk 1940-1945 |                                                                                  |                                       | gedenksteen                         | Kruislaan, 1097 EC | Oost | 52° 20' 56" NB, 4° 56' 31" OL | Meer afbeeldingen                                                                                  |
| 1453                            | Monument in het Robert Kochplantsoen                                                                | algemeen |                                                                                  | 30 december 1955                      | boom                                | Robert Kochplantsoen, 1097                                                                                                 | Oost | 52° 20' 53" NB, 4° 56' 10" OL | Meer afbeeldingen                                                                                  |
| 1454                            | Buchenwaldmonument                                                                                  | vervolgden Nederland | Herman Schutte                                                                   | 1956                                  | begraafplaats/graf                  | Kruislaan 126, 1097 GE | Oost | 52° 20' 42" NB, 4° 56' 7" OL  | Meer afbeeldingen                                                                                  |
| 1455                            | Gedenksteen Gerrit van der Veen                                                                     | Gerrit van der Veen | Fred Carasso                                                                     | 1948                                  | plaquette                           | Zomerdijkstraat 22, 1079 XB                                                                                                | Zuid | 52° 20' 33" NB, 4° 54' 12" OL | Meer afbeeldingen                                                                                  |
| 1456                            | Februaristaking (1)                                                                                 | vervolgden Nederland, verzet Nederland | Lex Horn (23-01-1916)                                                            |                                       | overig                              | Jan Tooropstraat 647, 1061 AE                                                                                              | Nieuw-West | 52° 21' 57" NB, 4° 50' 11" OL | Februaristaking (1)                                                                                |
| 1457                            | Monument op het Sierplein                                                                           | algemeen | Siep van den Berg (1913-1998)                                                    | 1980                                  | beeld/sculptuur                     | Sierplein, 1065 HT | Nieuw-West | 52° 21' 20" NB, 4° 49' 33" OL | Meer afbeeldingen                                                                                  |
| 1458                            | Monument voor Reina Prinsen Geerligs                                                                | verzet Nederland | C.B.M. Otten                                                                     | 27 april 1970                         | plaquette                           | Reina Prinsen Geerligsstraat 28, 1063 XV                                                                                   | Nieuw-West | 52° 22' 42" NB, 4° 49' 58" OL | Monument voor Reina Prinsen Geerligs                                                               |
| 1459                            | Kindermonument Markt voor Joden                                                                     | vervolgden Nederland | Truus Menger-Oversteegen                                                         | 3 november 1986                       | beeld/sculptuur                     | Gaaspstraat 8, 1079 VE | Zuid | 52° 20' 41" NB, 4° 54' 29" OL | Meer afbeeldingen                                                                                  |
| 1460                            | Monument aan de Messchaertstraat                                                                    | burgerslachtoffers | Hans Reicher                                                                     |                                       | reliëf                              | Messchaertstraat 1, 1077 WS                                                                                                | Zuid | 52° 20' 44" NB, 4° 53' 4" OL  | |
| 1461                            | Dagboekfragment uit Het Achterhuis                                                                  | Anne Frank | Harry Visser                                                                     | december 1983                         | muurschildering                     | Niersstraat 41-43, 1078 VJ                                                                                                 | Zuid | 52° 20' 35" NB, 4° 53' 38" OL | Meer afbeeldingen                                                                                  |
| 1462                            | De Fakkeldrager                                                                                     | verzet Nederland | Hans Reicher                                                                     |                                       | beeld/sculptuur                     | Dintelstraat 15, 1078 VN                                                                                                   | Zuid | 52° 20' 40" NB, 4° 53' 35" OL | |
| 1463                            | Monument bij de Berlagebrug                                                                         | geallieerde militairen |                                                                                  |                                       | plaquette                           | Berlagebrug | Zuid | 52° 20' 50" NB, 4° 54' 45" OL | Meer afbeeldingen                                                                                  |
| 1464                            | Monument aan de Stadhouderskade                                                                     | verzet Nederland |                                                                                  |                                       | plaquette                           | Stadhouderskade 21, 1054 ES                                                                                                | Zuid | 52° 21' 43" NB, 4° 52' 52" OL | Monument aan de Stadhouderskade                                                                    |
| 1466                            | Fusilladeplaats Rozenoord                                                                           | verzet Nederland |                                                                                  | 4 mei 1973                            | overig                              | Dr. C.W. Ittmannpad | Zuid | 52° 20' 2" NB, 4° 53' 54" OL  | Meer afbeeldingen                                                                                  |
| 4543                            | Monument Rozenoord                                                                                  | verzet Nederland | Ram Katzir                                                                       | 1 mei 2015                            | overig                              | Amsteldijk, 1079 HP | Zuid | 52° 19' 43" NB, 4° 53' 44" OL | Meer afbeeldingen                                                                                  |
| 1467                            | Fantoompijn                                                                                         | burgerslachtoffers | F.Th. Sötebeer (plaquettes), Guus Hellegers (deuren)                             | 2 mei 2008                            | overig                              | Haarlemmerweg 520, 1014 BL                                                                                                 | Nieuw-West | 52° 23' 7" NB, 4° 51' 6" OL   | |
| 1468                            | Eendracht                                                                                           | verzet Nederland | Aart Lamberts (27-04-1947)                                                       | 5 mei 1980                            | beeld/sculptuur                     | Aalbersestraat, 1067 GB | Nieuw-West | 52° 22' 43" NB, 4° 47' 50" OL | Eendracht                                                                                          |
| 1469                            | Monument voor Het Parool                                                                            | verzet Nederland |                                                                                  |                                       | gedenksteen                         | Jacob Bontiusplaats 9, 1018 LL                                                                                             | Centrum | 52° 22' 16" NB, 4° 55' 40" OL | |
| 1471                            | Plaquette op de gevel van de voormalige IJssalon Koco                                               | verzet Nederland |                                                                                  | 25 februari 1992                      | plaquette                           | Van Woustraat 149, 1074 AJ                                                                                                 | Zuid | 52° 21' 10" NB, 4° 54' 10" OL | Plaquette op de gevel van de voormalige IJssalon Koco                                              |
| 1472                            | Monument Transvaalplein                                                                             | vervolgden Nederland | Mieke Blits                                                                      | 4 mei 1987                            | reliëf                              | Transvaalplein, 1092 HV | Oost | 52° 21' 13" NB, 4° 55' 22" OL | Monument Transvaalplein                                                                            |
| 1473                            | Monument aan de Weesperzijde                                                                        | algemeen |                                                                                  |                                       | gedenksteen                         | Weesperzijde 99, 1091 EL                                                                                                   | Oost | 52° 21' 7" NB, 4° 54' 40" OL  | Monument aan de Weesperzijde                                                                       |
| 1474                            | Het buikschot                                                                                       | verzet Nederland | Adam Jansma (1929-1965)                                                          |                                       | beeld/sculptuur                     | Tugelaweg 110, 1091 VT | Oost | 52° 21' 13" NB, 4° 54' 56" OL | Het buikschot                                                                                      |
| 1475                            | Monument voor Omgekomen Brandweerpersoneel                                                          | burgerslachtoffers | Nico Onkenhout                                                                   |                                       | reliëf                              | Ringdijk 96, 1097 AH | Oost | 52° 21' 6" NB, 4° 55' 15" OL  | |
| 1476                            | Moeder met kinderen                                                                                 | burgerslachtoffers | Herman Janzen                                                                    |                                       | reliëf                              | Polderweg 96, 1093 KP | Oost | 52° 21' 30" NB, 4° 55' 54" OL | |
| 1477                            | Monument aan de Schermerstraat                                                                      | algemeen | Wim van Hoorn                                                                    | 30 december 1949                      | reliëf                              | Schermerstraat 47, 1023 AH                                                                                                 | Noord | 52° 23' 36" NB, 4° 56' 38" OL | Monument aan de Schermerstraat                                                                     |
| 1478                            | Oorlogsmonument Laing's Nekstraat                                                                   | Joodse burgerslachtoffers |                                                                                  | 1947 en 1948                          | gedenksteen                         | Laing's Nekstraat 46, 1092 GA                                                                                              | Oost | 52° 21' 17" NB, 4° 55' 27" OL | Oorlogsmonument Laing's Nekstraat                                                                  |
| 1479                            | Monument Hollandia Kattenburg                                                                       | vervolgden Nederland | Cephas Stauthamer                                                                | 11 november 1946 11 november 1985     | zuil                                | IJplein, 1021 LA | Noord | 52° 22' 55" NB, 4° 54' 42" OL | Monument Hollandia Kattenburg                                                                      |
| 1480                            | Phoenix                                                                                             | burgerslachtoffers | Hendrik J.J. Dannenburg                                                          |                                       | beeld/sculptuur                     | Kamperfoelieweg | Noord | 52° 23' 47" NB, 4° 54' 52" OL | Phoenix                                                                                            |
| 1481                            | Oorlogsgedenkteken Tuindorp Oostzaan                                                                | algemeen | Jan Willem Havermans                                                             | 4 mei 1950                            | beeld/sculptuur                     | Meteorensingel, 1033 CB | Noord | 52° 24' 42" NB, 4° 53' 31" OL | Oorlogsgedenkteken Tuindorp Oostzaan                                                               |
| 1482                            | Bezinningsmonument Nieuwendam                                                                       | algemeen, Allen | Marius van Beek (1921-2003)                                                      | 4 mei 1983                            | beeld/sculptuur                     | Purmerweg, 1023 BB | Noord | 52° 23' 29" NB, 4° 56' 34" OL | Bezinningsmonument Nieuwendam                                                                      |
| 1483                            | Korè                                                                                                | verzet Nederland | Johan Limpers (1915-1944)                                                        |                                       | beeld/sculptuur                     | Arondeusstraat, 1063 EZ | Nieuw-West | 52° 23' 1" NB, 4° 49' 36" OL  | Korè                                                                                               |
| 1484                            | Monument voor Jan Postma                                                                            | verzet Nederland | Frits Sieger (07-02-1925)                                                        |                                       | reliëf                              | Jan Postmahof, 1063 XB | Nieuw-West | 52° 22' 49" NB, 4° 49' 55" OL | Monument voor Jan Postma                                                                           |
| 1485                            | De Antifascist                                                                                      | verzet Nederland | Leo P.J. Braat (1908-1982)                                                       |                                       | beeld/sculptuur                     | Willem Kraanstraat, 1063 MG                                                                                                | Nieuw-West | 52° 22' 49" NB, 4° 49' 27" OL | De Antifascist                                                                                     |
| 1486                            | Monument aan de Haarlemmerweg                                                                       | gefusilleerden Nederland | Saskia Bongers                                                                   | 1947 1964 2019                        | kruis                               | Haarlemmerweg, 1051 KN | Nieuw-West | 52° 23' 4" NB, 4° 49' 11" OL  | Monument aan de Haarlemmerweg                                                                      |
| 1487                            | Vrijheidscarillon op Plein '40-'45                                                                  | algemeen, verzet Nederland | Firma A.H. van Bergen en Dick Slebos                                             | 4 mei 1961                            | overig                              | Plein '40-'45, 1064 SW | Nieuw-West | 52° 22' 48" NB, 4° 49' 23" OL | Vrijheidscarillon op Plein '40-'45                                                                 |
| 1488                            | Monument in het Wagener-stadion                                                                     | burgerslachtoffers |                                                                                  |                                       | gedenksteen                         | Nieuwe Kalfjeslaan 19, 1182 AA                                                                                             | Zuid | 52° 19' 19" NB, 4° 51' 33" OL | |
| 1489                            | Monument op het AFC-terrein                                                                         | militairen in dienst van het Nederlands Koninkrijk na 1945, burgerslachtoffers |                                                                                  |                                       | plaquette                           | De Boelelaan 50, 1082 LR                                                                                                   | Zuid | 52° 20' 7" NB, 4° 52' 48" OL  | |
| 1490                            | Monument 1940-'45 in Bos en Lommer                                                                  | algemeen, verzet Nederland | Gerarda Rueter (1904-1993)                                                       | 4 mei 1957                            | beeld/sculptuur                     | Bos en Lommerweg (bij Hertspieghelweg), 1055 EJ                                                                            | West | 52° 22' 47" NB, 4° 51' 9" OL  | Monument 1940-'45 in Bos en Lommer                                                                 |
| 1492                            | Oorlogsmonument Witte de Withstraat                                                                 | drie burgers uit verzet Nederland |                                                                                  | 25 juni 1945                          | plaquette                           | Witte de Withstraat 80, 1057 ZD                                                                                            | West | 52° 22' 5" NB, 4° 51' 33" OL  | Oorlogsmonument Witte de Withstraat                                                                |
| 1491                            | Monument in de Baarsjes                                                                             | allen |                                                                                  | verplaatst 2006                       | kruis                               | Columbusplein (bij Vasco da Gamastraat), oorspronkelijk in de Van Speijkstraat bij de Baarsjesweg                          | West | 52° 22' 7" NB, 4° 51' 37" OL  | Monument in de Baarsjes                                                                            |
| 4262                            | Monument op Columbusplein                                                                           | allen | Nina Rave                                                                        | april 2018                            | sculptuur                           | Columbusplein (zuidelijk deel)                                                                                             | West | 52° 21' 55" NB, 4° 51' 20" OL | Meer afbeeldingen                                                                                  |
| 1493                            | Monument in de Vrije Universiteit                                                                   | burgerslachtoffers, verzet Nederland |                                                                                  | 30 december 1945                      | plaquette                           | De Boelelaan 1105, 1082 LR                                                                                                 | Zuid | 52° 20' 6" NB, 4° 52' 4" OL   | Monument in de Vrije Universiteit                                                                  |
| 1494                            | Monument in het Barlaeusgymnasium (1)                                                               | verzet Nederland, vervolgden Nederland | Ezechiël J. Hoek                                                                 |                                       | plaquette                           | Weteringschans 29, 1017 RV                                                                                                 | Centrum | 52° 21' 43" NB, 4° 53' 5" OL  | |
| 1495                            | Monument De Waarheid                                                                                | medewerkers De Waarheid | Rob Schotman Wim Tap                                                             | 4 mei 1983                            | gedenksteen                         | Windroosplein, 1018 ZW | Centrum | 52° 22' 22" NB, 4° 55' 29" OL | Monument De Waarheid                                                                               |
| 1496                            | Vrijheidsboom                                                                                       | algemeen, geallieerde militairen |                                                                                  | 27 juni 1945                          | boom                                | Bos en Lommerweg, 1055 DK                                                                                                  | West | 52° 22' 43" NB, 4° 50' 53" OL | Vrijheidsboom                                                                                      |
| 1497                            | De Gevallen Hoornblazer                                                                             | verzet Nederland | Gerrit Bolhuis                                                                   | 18 september 1954                     | beeld/sculptuur                     | Eerste Weteringplantsoen, 1017 SJ                                                                                          | Centrum | 52° 21' 33" NB, 4° 53' 24" OL | Meer afbeeldingen                                                                                  |
| 1498                            | Monument aan de Postjesweg                                                                          | burgerslachtoffers, verzet Nederland |                                                                                  |                                       | plaquette                           | Postjesweg, 1057 DT | West | 52° 21' 51" NB, 4° 50' 51" OL | Monument aan de Postjesweg                                                                         |
| 1499                            | Homomonument                                                                                        | vervolgden Nederland | Karin Daan                                                                       | 5 september 1987                      | overig                              | Westermarkt, 1016 DH | Centrum | 52° 22' 28" NB, 4° 53' 5" OL  | Homomonument                                                                                       |
| 1500                            | Anne Frank (1)                                                                                      | vervolgden Nederland | Mari S. Andriessen (1897-1979)                                                   |                                       | beeld/sculptuur                     | Westermarkt, 1016 DH | Centrum | 52° 22' 28" NB, 4° 53' 5" OL  | Anne Frank (1)                                                                                     |
| 1501                            | Spiegelmonument                                                                                     | vervolgden Nederland | Jan Wolkers (1925-2007)                                                          |                                       | overig                              | Wertheimpark, 1018 | Centrum | 52° 22' 4" NB, 4° 54' 33" OL  | Spiegelmonument                                                                                    |
| 1502                            | Joodse Dankbaarheid                                                                                 | vervolgden Nederland, verzet Nederland | Jobs Wertheim                                                                    | 1950                                  | reliëf                              | Weesperstraat, 1018 DN | Centrum | 52° 21' 43" NB, 4° 54' 29" OL | Joodse Dankbaarheid                                                                                |
| 1503                            | Monument bij de voormalige Diamantbeurs                                                             | vervolgden Nederland |                                                                                  |                                       | gedenksteen                         | Weesperplein 2, 1018 WZ | Centrum | 52° 21' 42" NB, 4° 54' 27" OL | |
| 1504                            | Gedenkteken De Leeuw                                                                                | verzet Nederland | Cephas Stauthamer (1899-1983)                                                    | 20 december 1947                      | reliëf                              | Anne Frankstraat, 1011 SR                                                                                                  | Centrum | 52° 22' 10" NB, 4° 54' 23" OL | Gedenkteken De Leeuw                                                                               |
| 1505                            | Plaquette                                                                                           | bewoners van De Joodse Invalide | Cephas Stauthamer (1899-1983)                                                    | 1950                                  | reliëf                              | Weesperplein 1, 1018 WZ | Centrum | 52° 21' 42" NB, 4° 54' 27" OL | Plaquette                                                                                          |
| 1506                            | Zeeman op de uitkijk                                                                                | koopvaardijpersoneel | Pieter Starreveld (1911-1989)                                                    |                                       | beeld/sculptuur                     | Javakade, 1019 BK | Oost | 52° 22' 46" NB, 4° 55' 5" OL  | Zeeman op de uitkijk                                                                               |
| 1507                            | PTT-monument                                                                                        | burgerslachtoffers, vervolgden Nederland | Hendrik J.J. Dannenburg                                                          | 13 juli 1947                          | reliëf                              | Singel 250, 1016 AB | Centrum | 52° 22' 22" NB, 4° 53' 18" OL | PTT-monument                                                                                       |
| 1508                            | Monument in het hoofdkantoor van ABN AMRO                                                           | burgerslachtoffers | Paul Grégoire (1915-1988)                                                        | 28 januari 1950                       | beeld/sculptuur                     | Gustav Mahlerlaan 10, 1082 PP                                                                                              | Zuid | 52° 20' 12" NB, 4° 52' 18" OL | |
| 1509                            | Plaquette in het Sarphatihuis                                                                       | burgerslachtoffers, vervolgden Nederland | Jo Mulder                                                                        | 29 juli 1948                          | gedenksteen                         | Roetersstraat 2, 1018 WC                                                                                                   | Centrum | 52° 21' 50" NB, 4° 54' 39" OL | |
| 1510                            | KNSM-monument                                                                                       | koopvaardijpersoneel | Pieter Starreveld (1911-1989)                                                    | 4 mei 1947                            | plaquette                           | KNSM-laan 143, 1019 LB | Oost | 52° 22' 38" NB, 4° 56' 20" OL | |
| 1511                            | GVB-monument                                                                                        | burgerslachtoffers, vervolgden Nederland |                                                                                  | 13 maart 1948                         | plaquette                           | Arlandaweg 100, 1043 HP | Nieuw-West | 52° 23' 9" NB, 4° 50' 29" OL  | |
| 1512                            | Monument voor Jan de Jongh                                                                          | verzet Nederland |                                                                                  |                                       | plaquette                           | Prins Hendrikkade 108, 1011 AK                                                                                             | Centrum | 52° 22' 29" NB, 4° 54' 15" OL | Monument voor Jan de Jongh                                                                         |
| 1513                            | Van Randwijk-monument                                                                               | verzet Nederland | Gerda van der Laan                                                               | 4 mei 1970                            | gedenkmuur                          | H.M. van Randwijkplantsoen, 1017                                                                                           | Centrum | 52° 21' 32" NB, 4° 53' 34" OL | Van Randwijk-monument                                                                              |
| 1514                            | Sint-Joris en de draak                                                                              | vervolgden Nederland, verzet Nederland | Ben Guntenaar                                                                    | 21 november 1945                      | reliëf                              | Reguliersgracht 34, 1017 LS                                                                                                | Centrum | 52° 21' 49" NB, 4° 53' 45" OL | Sint-Joris en de draak                                                                             |
| 1515                            | Monument aan de Plantage Middenlaan                                                                 | vervolgden Nederland, verzet Nederland | Boyd Buter                                                                       | 10 december 1982                      | plaquette                           | Plantage Middenlaan 27, 1018 DE                                                                                            | Centrum | 52° 22' 0" NB, 4° 54' 40" OL  | |
| 1516                            | De Hollandsche Schouwburg                                                                           | vervolgden Nederland | S.L. Harzt, H.H.P. Waterman                                                      | 4 mei 1962                            | plaquette                           | Plantage Middenlaan 24, 1018 DE                                                                                            | Centrum | 52° 21' 59" NB, 4° 54' 41" OL | De Hollandsche Schouwburg                                                                          |
| 1518                            | Monument voor het kunstenaarsverzet 1940-1945                                                       | kunstenaars | Carel Kneulman                                                                   | 1973                                  | beeld/sculptuur                     | Plantage Westermanlaan, 1018 DK                                                                                            | Centrum | 52° 21' 56" NB, 4° 54' 51" OL | Monument voor het kunstenaarsverzet 1940-1945                                                      |
| 1601                            | Monument aan de Nieuwe Passeerdersstraat                                                            | turners (burgerslachtoffers, vervolgden) Nederland | Henk Dannenburg                                                                  | 3 mei 1952                            | beeld/sculptuur                     | Nieuwe Passeerdersstraat 1, 1016 XB                                                                                        | Centrum | 52° 21' 59" NB, 4° 52' 44" OL | Monument aan de Nieuwe Passeerdersstraat                                                           |
| 1602                            | Monument aan de Plantage Kerklaan                                                                   | verzet Nederland | Willem Sandberg                                                                  | 4 augustus 1945                       | plaquette                           | Plantage Kerklaan 36, 1018 CZ                                                                                              | Centrum | 52° 21' 60" NB, 4° 54' 43" OL | Monument aan de Plantage Kerklaan                                                                  |
| 1603                            | De hongerwinter                                                                                     | Een plaatselijk interkerkelijk comité dat voedsel inzamelde tijdens de hongerwinter | Hildo Krop                                                                       |                                       | reliëf                              | Kleine Wittenburgerstraat 1 Wittenburgergracht, 1018 NA                                                                    | Centrum | 52° 22' 11" NB, 4° 55' 9" OL  | De hongerwinter                                                                                    |
| 1604                            | Oorlogsgedenkteken omgekomen Jordaanbewoners                                                        | burgerslachtoffers, vervolgden Nederland | Ezechiël J. Hoek                                                                 | 3 mei 1950                            | reliëf                              | Noordermarkt, 1015 MV | Centrum | 52° 22' 48" NB, 4° 53' 12" OL | Oorlogsgedenkteken omgekomen Jordaanbewoners                                                       |
| 1605                            | Gevelsteen aan de Nieuwezijds Voorburgwal                                                           | burgerslachtoffers | Paul Grégoire (1915-1988)                                                        |                                       | reliëf                              | Nieuwezijds Voorburgwal 182, 1012 SJ                                                                                       | Centrum | 52° 22' 24" NB, 4° 53' 26" OL | Meer afbeeldingen                                                                                  |
| 1606                            | Monument aan de Nieuwezijds Voorburgwal                                                             | overig |                                                                                  |                                       | gedenksteen                         | Nieuwezijds Voorburgwal 178-180, 1012 SJ                                                                                   | Centrum | 52° 22' 26" NB, 4° 53' 27" OL | Monument aan de Nieuwezijds Voorburgwal                                                            |
| 1607                            | Gedenkraam Sociale Dienst                                                                           | ambtenaren dienst Sociale Zaken | Jan Grégoire                                                                     | juli 1946                             | glas in lood                        | Zwanenburgwal (Stopera) | Centrum |                               | Gedenkraam Sociale Dienst                                                                          |
| 1608                            | Monument aan de Nieuwe Achtergracht                                                                 | burgerslachtoffers |                                                                                  | 1 augustus 1947                       | plaquette                           | Nieuwe Achtergracht 100, 1018 WT                                                                                           | Centrum | 52° 21' 45" NB, 4° 54' 31" OL | |
| 1609                            | Monument aan de Nieuwe Looiersdwarsstraat                                                           | burgerslachtoffers, vervolgden Nederland | Hans Krieks                                                                      | 2 januari 1947                        | gedenksteen                         | Nieuwe Looiersdwarsstraat 15-17, 1017 TZ                                                                                   | Centrum | 52° 21' 39" NB, 4° 53' 37" OL | |
| 1610                            | Bevrijdingslinde van de Jordaankinderen                                                             | algemeen |                                                                                  | 4 mei 1946                            | boom                                | Marnixplein, 1015 ZM | Centrum | 52° 22' 41" NB, 4° 52' 44" OL | Bevrijdingslinde van de Jordaankinderen                                                            |
| 1611                            | Oorlogsmonument Marnixstraat                                                                        | verzet Nederland | Hildo Krop                                                                       | 1947                                  | beeld/sculptuur                     | Marnixstraat 404, 1017 PL                                                                                                  | Centrum | 52° 21' 50" NB, 4° 52' 54" OL | Oorlogsmonument Marnixstraat                                                                       |
| 1612                            | Monument aan de Kerkstraat (Keizersgrachtkerk)                                                      | verzet Nederland |                                                                                  |                                       | reliëf                              | Kerkstraat 107, 1017 GD | Centrum | 52° 21' 51" NB, 4° 53' 14" OL | |
| 1613                            | Plaquette in de Stadsschouwburg                                                                     | verzet Nederland |                                                                                  |                                       | plaquette                           | Leidseplein 26, 1017 PT | Centrum | 52° 21' 50" NB, 4° 52' 57" OL | |
| 1614                            | Gedenksteen in het Hoofdbureau van Politie                                                          | verzet Nederland | Nico Onkenhout                                                                   |                                       | gedenksteen                         | Elandsgracht 117, 1016 TT                                                                                                  | Centrum | 52° 22' 8" NB, 4° 52' 41" OL  | |
| 1615                            | Tranen voor het verzet                                                                              | Politieke gevangenen | Bernard Heesen                                                                   | 25 februari 1993                      | plaquette                           | Max Euweplein, 1017 MA | Centrum | 52° 21' 46" NB, 4° 52' 59" OL | Tranen voor het verzet                                                                             |
| 1616                            | Monument aan de Keizersgrachtkerk                                                                   | verzet Nederland | Arnold Ingwersen                                                                 | 13 oktober 1945                       | gedenksteen                         | Keizersgracht 566, 1017 DR                                                                                                 | Centrum | 52° 21' 53" NB, 4° 53' 18" OL | Monument aan de Keizersgrachtkerk                                                                  |
| 1617                            | Monument voor Annick van Hardeveld                                                                  | verzet Nederland | Hans Bayens                                                                      | 4 mei 1985                            | plaquette                           | Hekelveld, 1012 SN | Centrum | 52° 22' 39" NB, 4° 53' 42" OL | Monument voor Annick van Hardeveld                                                                 |
| 1618                            | Monument voor Damslachtoffers 7 mei 1945                                                            | burgerslachtoffers | N.V. Metaalgieterij Holland                                                      | 30 december 1947                      | plaquette                           | Kalverstraat, 1012 JS | Centrum | 52° 22' 12" NB, 4° 53' 29" OL | Monument voor Damslachtoffers 7 mei 1945                                                           |
| 1619                            | Gevelsteen aan de Bloemgracht                                                                       | burgerslachtoffers |                                                                                  |                                       | plaquette                           | Bloemgracht 82, 1015 TM | Centrum | 52° 22' 29" NB, 4° 52' 51" OL | Gevelsteen aan de Bloemgracht                                                                      |
| 1620                            | Monument op het Centraal Station                                                                    | burgerslachtoffers, verzet Nederland ("W.H. Zeeman, 22 jaar oud") |                                                                                  | 22 september 1984                     | reliëf                              | Stationsplein 1, 1012 AB                                                                                                   | Centrum | 52° 22' 42" NB, 4° 54' 0" OL  | Monument op het Centraal Station                                                                   |
| 1621                            | Nationaal Monument op de Dam                                                                        | militairen in dienst van het Nederlands Koninkrijk na 1945, koopvaardijpersoneel, militairen in dienst van het Nederlands Koninkrijk 1940-1945, burgerslachtoffers, burgers voormalig Nederlands-Indië, vervolgden Nederland, verzet Nederland | J.J.P. Oud (ontwerp), Johannes Anton Rädecker (beelden), Paul Grégoire (reliëfs) | 4 mei 1956                            | zuil                                | Dam, 1012 JS | Centrum | 52° 22' 23" NB, 4° 53' 35" OL | Nationaal Monument op de Dam                                                                       |
| 1622                            | Monument in de Effectenbeurs                                                                        | burgerslachtoffers, vervolgden Nederland, verzet Nederland | Cephas Stauthamer                                                                |                                       | beeld/sculptuur                     | Beursplein 5, 1012 JW | Centrum | 52° 22' 27" NB, 4° 53' 44" OL | |
| 1623                            | Plaquette in het stadhuis                                                                           | burgerslachtoffers | Paul Koning                                                                      | 6 februari 1948                       | gedenksteen                         | Amstel 1, 1011 PN | Centrum | 52° 22' 5" NB, 4° 53' 58" OL  | Plaquette in het stadhuis                                                                          |
| 1625                            | Gedenkteken voormalig Nederlands-Israëlisch jongensweeshuis Slottekst afgebeeld                     | Joodse wezen Nederland | Otto Treumann (ontwerp), Cor Jongens (tekst)                                     | 7 december 1989                       | overig                              | Amstel 1, 1011 PN | Centrum | 52° 22' 5" NB, 4° 53' 58" OL  | Gedenkteken voormalig Nederlands-Israëlisch jongensweeshuisSlottekst afgebeeld                     |
| 1631                            | Monument Joods Verzet 1940-1945                                                                     | vervolgden Nederland, verzet Nederland | J.J. Glatt (ontwerp), ir. Emmanuel M. Glatt (uitvoering)                         | 1988                                  | zuil                                | Amstel 1, 1011 PN | Centrum | 52° 22' 5" NB, 4° 53' 58" OL  | Monument Joods Verzet 1940-1945                                                                    |
| 2123                            | Graven van de Geallieerden                                                                          | geallieerde militairen |                                                                                  |                                       | begraafplaats/graf                  | Kruislaan, 1097 EC | Oost | 52° 20' 56" NB, 4° 56' 31" OL | Graven van de Geallieerden                                                                         |
| 2223                            | Gevelstenen in het Fernandes Nunes Huis                                                             | vervolgden Nederland | Jan Hilbers (restauratie)                                                        | 4 mei 1995                            | plaquette                           | Nieuwe Kerkstraat 16, 1018 EB                                                                                              | Centrum | 52° 21' 50" NB, 4° 54' 13" OL | |
| 2224                            | Gevelstenen aan de Nieuwe Herengracht                                                               | vervolgden Nederland |                                                                                  | 4 mei 1995                            | plaquette                           | Nieuwe Herengracht 33, 1011 RM                                                                                             | Centrum | 52° 21' 59" NB, 4° 54' 13" OL | Gevelstenen aan de Nieuwe Herengracht                                                              |
| 2288                            | Plaquette in het Centraal Station (1)                                                               | burgerslachtoffers, vervolgden Nederland, verzet Nederland | ir. H.G.J. Schelling, H.J. Winkelman                                             |                                       | plaquette                           | Stationsplein 1, 1012 AB                                                                                                   | Centrum | 52° 22' 38" NB, 4° 54' 11" OL | Plaquette in het Centraal Station (1)                                                              |
| 2343                            | Plaquette in het Centraal Station (2)                                                               | burgerslachtoffers | Ir. H.G.J. Schelling, H.J. Winkelman                                             |                                       | plaquette                           | Stationsplein 1, 1012 AB                                                                                                   | Centrum | 52° 22' 38" NB, 4° 54' 11" OL | |
| 2344                            | Plaquette in het Centraal Station (3)                                                               | burgerslachtoffers | Ir. H.G.J. Schelling, H.J. Winkelman                                             |                                       | plaquette                           | Stationsplein 1, 1012 AB                                                                                                   | Centrum | 52° 22' 38" NB, 4° 54' 11" OL | |
| 2445                            | Monument in het hoofdgebouw van de Coymanshuizen                                                    | verzet Nederland |                                                                                  |                                       | plaquette                           | Keizersgracht 177, 1016 DR                                                                                                 | Centrum | 52° 22' 28" NB, 4° 53' 8" OL  | |
| 2509                            | Monument voor Gerhard Badrian                                                                       | vervolgden Nederland, verzet Nederland |                                                                                  |                                       | plaquette                           | Rubensstraat 26, 1077 MS                                                                                                   | Zuid | 52° 20' 57" NB, 4° 52' 25" OL | |
| 2548                            | Verzetsmonument                                                                                     | verzet Nederland | Nico Blom                                                                        |                                       | beeld/sculptuur                     | Trijn Hullemanlaan 69, 1069 PS                                                                                             | Nieuw-West | 52° 22' 26" NB, 4° 53' 27" OL | |
| 2657                            | Door zinloos geweld omgekomen                                                                       | burgerslachtoffers, vervolgden Nederland |                                                                                  | 23 april 1995                         | plaquette                           | Nieuwmarkt 77, 1011 MA | Centrum | 52° 22' 20" NB, 4° 54' 3" OL  | Door zinloos geweld omgekomen                                                                      |
| 2673                            | Plaquette aan woonhuis Zuideinde                                                                    | vervolgden Nederland | Werkgroep joodse geschiedenis Zaanregio, Firma Baumann                           | 28 april 2005                         | plaquette                           | Zuideinde 443, 1035 PG | Noord | 52° 25' 10" NB, 4° 53' 37" OL | |
| 2680                            | Beeld van Anne Frank                                                                                | vervolgden Nederland | Jet Schepp                                                                       | 9 juli 2005                           | beeld/sculptuur                     | Merwedeplein, 1078 NA | Zuid | 52° 20' 43" NB, 4° 54' 3" OL  | Beeld van Anne Frank                                                                               |
| 2740                            | Respectmonument No war                                                                              | overig | Remco Swart                                                                      | 22 juni 2005                          | beeld/sculptuur                     | Balboaplein, 1057 VS | West | 52° 22' 7" NB, 4° 51' 20" OL  | Respectmonument No war                                                                             |
| 2770                            | Monument voor Dirk van Nimwegen                                                                     | verzet Nederland |                                                                                  | 25 februari 2005                      | plaquette                           | Borgerstraat 52b, 1053 PV                                                                                                  | West | 52° 21' 56" NB, 4° 52' 4" OL  | |
| 2802                            | Oorlogsmonument in de Transvaalbuurt                                                                | vervolgden Nederland |                                                                                  |                                       | gedenksteen                         | Albert Wittenbergplein, 1091 XP                                                                                            | Oost | 52° 21' 12" NB, 4° 55' 1" OL  | Oorlogsmonument in de Transvaalbuurt                                                               |
| 2844                            | Plaquette Westzaanstraat                                                                            | geallieerde militairen, burgerslachtoffers |                                                                                  | 23 september 2006                     | plaquette                           | Westzaanstraat 61, 1013 NE                                                                                                 | West |                               | Plaquette Westzaanstraat                                                                           |
| 2858                            | Auschwitz-plaquette                                                                                 | algemeen |                                                                                  | 24 mei 2006                           | plaquette                           | Polderweg 3, 1093 KL | Oost | 52° 21' 27" NB, 4° 55' 41" OL | Auschwitz-plaquette                                                                                |
| 2941                            | Plaquette in de Bijenkorf                                                                           | algemeen, burgerslachtoffers, vervolgden Nederland |                                                                                  |                                       | plaquette                           | Dam 1, 1012 JS | Centrum | 52° 22' 23" NB, 4° 53' 37" OL | Plaquette in de Bijenkorf                                                                          |
| 2942                            | Plaquette in Maison de Bonneterie                                                                   | vervolgden Nederland |                                                                                  |                                       | plaquette                           | Rokin 140-142, 1012 LE | Centrum | 52° 22' 6" NB, 4° 53' 33" OL  | Plaquette in Maison de Bonneterie                                                                  |
| 2943                            | Plaquette aan het Hortusplantsoen (2)                                                               | vervolgden Nederland |                                                                                  | 19 april 2007                         | plaquette                           | Hortusplantsoen 2, 1018 TZ                                                                                                 | Centrum | 52° 21' 59" NB, 4° 54' 22" OL | |
| 2944                            | Plaquette voor Stichting 1940-1945                                                                  | verzet Nederland |                                                                                  | 13 oktober 1994                       | plaquette                           | Keizersgracht 567, 1017 DR                                                                                                 | Centrum | 52° 21' 51" NB, 4° 53' 26" OL | Plaquette voor Stichting 1940-1945                                                                 |
| 2945                            | Monument in het Joods Historisch Museum                                                             | vervolgden Nederland | Jannes Limperg                                                                   | 22 november 1979                      | beeld/sculptuur                     | Nieuwe Amstelstraat 1, 1011 PL                                                                                             | Centrum | 52° 22' 2" NB, 4° 54' 13" OL  | |
| 2946                            | Monument voor Walraven van Hall                                                                     | verzet Nederland |                                                                                  | 17 februari 1949                      | plaquette                           | Beursplein 5, 1012 JW | Centrum | 52° 22' 27" NB, 4° 53' 44" OL | |
| 2947                            | Plaquette Walter Süskind                                                                            | Walter Süskind |                                                                                  | 30 augustus 1972                      | plaquette                           | Nieuwe Herengracht, 1011                                                                                                   | Centrum | 52° 21' 57" NB, 4° 54' 7" OL  | Plaquette Walter Süskind                                                                           |
| 2950                            | Monument van voetbalclub WV-HEDW                                                                    | burgerslachtoffers, vervolgden Nederland |                                                                                  |                                       | overig                              | Radioweg 86, 1098 NJ | Oost | 52° 20' 56" NB, 4° 56' 47" OL | Meer afbeeldingen                                                                                  |
| 2952                            | Monument van voetbalclub T.O.G.                                                                     | vervolgden Nederland, verzet Nederland |                                                                                  |                                       | gedenksteen                         | Radioweg 69, 1098 NG | Oost | 52° 21' 8" NB, 4° 56' 31" OL  | |
| 2953                            | Monument van voetbalclub BPC                                                                        | vervolgden Nederland |                                                                                  |                                       | gedenksteen                         | Voorlandpad 15, 1098 TZ | Oost | 52° 20' 38" NB, 4° 57' 11" OL | |
| 2965                            | Plaquette in de Universiteit van Amsterdam                                                          | burgerslachtoffers, verzet Nederland |                                                                                  | 4 mei 1950                            | plaquette                           | Oudemanhuispoort 4-6, 1012 DL                                                                                              | Centrum | 52° 22' 9" NB, 4° 53' 46" OL  | Plaquette in de Universiteit van Amsterdam                                                         |
| 2966                            | Monument in de Burcht van Berlage                                                                   | burgerslachtoffers |                                                                                  |                                       | reliëf                              | Henri Polaklaan 9, 1018 CP                                                                                                 | Centrum | 52° 22' 4" NB, 4° 54' 38" OL  | |
| 2967                            | Plaquette in het Paleis van Justitie (1)                                                            | burgerslachtoffers, vervolgden Nederland, verzet Nederland | Erna van Osselen (1903-1989)                                                     | 28 december 1948                      | plaquette                           | Prinsengracht 436, 1017 KE                                                                                                 | Centrum | 52° 21' 57" NB, 4° 52' 58" OL | |
| 2968                            | Plaquette in het Paleis van Justitie (2)                                                            | burgerslachtoffers | Erna van Osselen (1903-1989)                                                     | 28 december 1948                      | plaquette                           | Prinsengracht 436, 1017 KE                                                                                                 | Centrum | 52° 21' 57" NB, 4° 52' 58" OL | |
| 2969                            | Liro-Plaquette wijzend op voormalige LIRO-bankgebouw                                                | overig | Aannemer J. van den Marel bv                                                     | 26 mei 2003                           | plaquette                           | Sarphatistraat 47-55, 1018 EW                                                                                              | Centrum | 52° 21' 39" NB, 4° 54' 24" OL | Liro-Plaquettewijzend op voormalige LIRO-bankgebouw                                                |
| 2970                            | Plaquette in de Singelkerk                                                                          | burgerslachtoffers, vervolgden Nederland, verzet Nederland |                                                                                  | 4 december 1949                       | plaquette                           | Singel 454, 1012 WP | Centrum | 52° 22' 3" NB, 4° 53' 20" OL  | |
| 2971                            | Monument in het Barlaeusgymnasium (2)                                                               | vervolgden Nederland | Céline van Gennep                                                                | 20 juni 2006                          | overig                              | Weteringschans 29, 1017 RV                                                                                                 | Centrum | 52° 21' 43" NB, 4° 53' 5" OL  | |
| 2972                            | Plaquette aan de Zuiderkerk                                                                         | overig | Martijn Luns (typografie)                                                        |                                       | plaquette                           | Zuiderkerkhof 72, 1011 WB                                                                                                  | Centrum | 52° 22' 13" NB, 4° 54' 0" OL  | Plaquette aan de Zuiderkerk                                                                        |
| 3085                            | Plaquette in het hoofdkantoor van ABN AMRO (2)                                                      | burgers voormalig Nederlands-Indië, burgerslachtoffers | Architect Corns. Elffers; beeldhouwster Nel Klaassen                             | 1 maart 1950                          | plaquette                           | Gustav Mahlerlaan 10, 1082 PP                                                                                              | Zuid | 52° 20' 12" NB, 4° 52' 18" OL | |
| 3086                            | Plaquette in het hoofdkantoor van ABN AMRO (1)                                                      | burgerslachtoffers |                                                                                  | 3 mei 1947                            | plaquette                           | Gustav Mahlerlaan 10, 1082 PP                                                                                              | Zuid | 52° 20' 12" NB, 4° 52' 18" OL | |
| 3094                            | Fokker-monument (1)                                                                                 | burgerslachtoffers |                                                                                  | 17 juli 2003                          | gedenksteen                         | Buikslotermeerdijk 83, 1025 WH                                                                                             | Noord | 52° 24' 26" NB, 4° 55' 33" OL | Fokker-monument (1)                                                                                |
| 3095                            | Gevelsteen aan de Fazantenweg                                                                       | burgerslachtoffers |                                                                                  |                                       | gedenksteen                         | Fazantenweg 14-16, 1021 HN                                                                                                 | Noord | 52° 23' 17" NB, 4° 55' 12" OL | Gevelsteen aan de Fazantenweg                                                                      |
| 3096                            | Gerben Wagenaar-brug                                                                                | verzet Nederland |                                                                                  | 15 februari 1996                      | overig                              | Kraaienplein, 1021 | Noord | 52° 23' 11" NB, 4° 54' 53" OL | |
| 3097                            | Gedenkraam in het Shell-laboratorium                                                                | algemeen | Max Nauta (1896-1957)                                                            | 4 juli 1947                           | glas in lood                        | Badhuisweg 3, 1031 CM | Noord | 52° 23' 4" NB, 4° 54' 15" OL  | Gedenkraam in het Shell-laboratorium                                                               |
| 3098                            | Monument van voetbalclub D.W.V.                                                                     | burgerslachtoffers |                                                                                  |                                       | plaquette                           | J.H. Hisgenpad 2, 1025 WK                                                                                                  | Noord | 52° 24' 7" NB, 4° 55' 38" OL  | |
| 3099                            | Gedenkraam in de Sint-Ritakerk                                                                      | burgerslachtoffers |                                                                                  |                                       | glas in lood                        | Buiksloterweg 95, 1031 CJ                                                                                                  | Noord | 52° 23' 15" NB, 4° 54' 50" OL | |
| 3100                            | Plaquette op de gevel van de Kerk van Zunderdorp                                                    | verzet Nederland, burgerslachtoffers |                                                                                  |                                       | plaquette                           | Achterlaan, 1027 | Noord | 52° 24' 24" NB, 4° 58' 0" OL  | Plaquette op de gevel van de Kerk van Zunderdorp                                                   |
| 3101                            | Fokker-monument (2)                                                                                 | burgerslachtoffers |                                                                                  |                                       | zuil                                | Buikslotermeerplein 2000, 1025 XL                                                                                          | Noord | 52° 24' 3" NB, 4° 56' 2" OL   | Fokker-monument (2)                                                                                |
| 3257                            | Monument op het Marineterrein Afbeelding uit 2012                                                   | militairen in dienst van het Nederlands Koninkrijk 1940-1945, burgerslachtoffers | Pieter Starreveld                                                                | 14 december 1949                      | gedenksteen                         | Kattenburgerstraat, 1018                                                                                                   | Centrum | 52° 22' 25" NB, 4° 55' 13" OL | Monument op het MarineterreinAfbeelding uit 2012                                                   |
| 3273                            | Monument Holendrecht                                                                                | algemeen | Maria Glandorf                                                                   | 21 april 1983                         | beeld/sculptuur                     | Abcouderpad, 1106 LN | Zuidoost | 52° 17' 58" NB, 4° 57' 46" OL | Monument Holendrecht                                                                               |
| 3285                            | Monument in de voormalige Ambachtsschool                                                            | vervolgden Nederland | leerlingen van de Ambachtsschool                                                 | 4 mei 2008                            | plaquette                           | Postjesweg 1, 1057 DT | West | 52° 21' 53" NB, 4° 51' 32" OL | Monument in de voormalige Ambachtsschool                                                           |
| 3286                            | Monument bij de Blauw Wit Sporthal                                                                  | vervolgden Nederland |                                                                                  |                                       | plaquette                           | Joos Banckersweg 18A, 1056 EP                                                                                              | West | 52° 22' 33" NB, 4° 51' 26" OL | |
| 3329                            | Monument voor Eli van Tijn                                                                          | verzet Nederland, vervolgden Nederland | Steffen Maas (1973)                                                              | 14 december 2007                      | gedenksteen                         | Kraaipanstraat 58-60, 1091 PM                                                                                              | Oost | 52° 21' 5" NB, 4° 55' 3" OL   | Monument voor Eli van Tijn                                                                         |
| 3385                            | Plaquette voor de voormalige Wilhelmina Catharinaschool                                             | vervolgden Nederland | Frits Nolte                                                                      | 25 februari 2005                      | plaquette                           | Weteringschans 263, 1017 XJ                                                                                                | Centrum | 52° 21' 34" NB, 4° 53' 50" OL | Plaquette voor de voormalige Wilhelmina Catharinaschool                                            |
| 3451                            | Daarom moet ik wenen                                                                                | gedeporteerde Joden Nederland | Wessel Couzijn                                                                   | 1950                                  | gedenksteen                         | President Brandstraat 330-334, 1091 WS                                                                                     | Oost | 52° 21' 11" NB, 4° 54' 60" OL | Daarom moet ik wenen                                                                               |
| 3454                            | Monument in de Linnaeuskerk (Hofkerk)                                                               | militairen in dienst van het Nederlands Koninkrijk na 1945 | Alex Asperslagh                                                                  | 28 mei 1951                           | overig                              | Linnaeushof 93, 1098 KT | Oost | 52° 21' 12" NB, 4° 56' 2" OL  | |
| 3471                            | Monument in Het Amsterdams Lyceum                                                                   | burgerslachtoffers, vervolgden Nederland, militairen in dienst van het Nederlands Koninkrijk 1940-1945, verzet Nederland |                                                                                  | 3 mei 1947                            | plaquette                           | Valeriusplein 15, 1075 BJ                                                                                                  | Zuid | 52° 21' 4" NB, 4° 51' 54" OL  | |
| 3543                            | Monument Walraven van Hall                                                                          | verzet Nederland | Fernando Sánchez Castillo (1970)                                                 | 3 september 2010                      | beeld/sculptuur                     | Frederiksplein 40, 1017 XN                                                                                                 | Centrum | 52° 21' 36" NB, 4° 53' 59" OL | Monument Walraven van Hall                                                                         |
| 3545                            | Monument voor Joodse dove oorlogsslachtoffers                                                       | vervolgden Nederland | Truus Menger-Oversteegen (beeld), Bart Koolen (gebarentekeningen)                | 17 oktober 2010                       | beeld/sculptuur                     | Hortusplantsoen 2, 1018 TZ                                                                                                 | Centrum | 52° 21' 59" NB, 4° 54' 22" OL | Monument voor Joodse dove oorlogsslachtoffers                                                      |
| 3595                            | Monument voor Gedeporteerde Joden                                                                   | vervolgden Nederland | Hilde Meeus (1980), Celine Wouters (1980)                                        | 11 september 2007                     | overig                              | Gerrit van der Veenstraat 99, Adama van Scheltemaplein, 1077 LR                                                            | Zuid | 52° 20' 56" NB, 4° 52' 28" OL | Monument voor Gedeporteerde Joden                                                                  |
| 3597                            | Plaquette aan het Hortusplantsoen (1)                                                               | vervolgden Nederland |                                                                                  |                                       | plaquette                           | Hortusplantsoen 1, 1018 TZ                                                                                                 | Centrum | 52° 21' 59" NB, 4° 54' 20" OL | |
| 3600                            | Plaquette Montessori Lyceum                                                                         | burgerslachtoffers |                                                                                  | 18 juni 2005                          | plaquette                           | Pieter de Hoochstraat 59, 1071 ED                                                                                          | Zuid | 52° 21' 20" NB, 4° 53' 6" OL  | Plaquette Montessori Lyceum                                                                        |
| 3611                            | Februaristaking (2)                                                                                 | vervolgden Nederland, verzet Nederland |                                                                                  | 25 februari 2006                      | plaquette                           | Waterlooplein, 1011 PG | Centrum | 52° 22' 5" NB, 4° 54' 5" OL   | Februaristaking (2)                                                                                |
| 3642                            | Monument aan de Nieuwe Keizersgracht                                                                | vervolgden Nederland |                                                                                  | 13 december 2009                      | plaquette                           | Nieuwe Keizersgracht 24, 1018 DS                                                                                           | Centrum | 52° 21' 56" NB, 4° 54' 23" OL | Monument aan de Nieuwe Keizersgracht                                                               |
| 3648                            | Tijdloos is de stilte...                                                                            | burgerslachtoffers |                                                                                  | 26 november 1994                      | plaquette                           | Gerrit van der Veenstraat 99, 1077 DT                                                                                      | Zuid | 52° 20' 56" NB, 4° 52' 28" OL | Tijdloos is de stilte...                                                                           |
| 3707                            | Plaquette in de Sint-Augustinuskerk                                                                 | vervolgden Nederland, verzet Nederland, burgerslachtoffers |                                                                                  |                                       | plaquette                           | Postjesweg 123, 1057 DZ | West | 52° 21' 51" NB, 4° 51' 6" OL  | |
| 3711                            | Plaquette Herman Elteschool                                                                         | vervolgden Nederland |                                                                                  | 13 maart 2012                         | plaquette                           | Van Ostadestraat 203, 1073 TV                                                                                              | Zuid | 52° 21' 11" NB, 4° 53' 53" OL | Plaquette Herman Elteschool                                                                        |
| 3781                            | De Schaduwkade                                                                                      | Vervolgde joden Nederland |                                                                                  | 26 mei 2013                           | plaquettes                          | Nieuwe Keizersgracht, 1018 DR                                                                                              | Centrum | 52° 21' 54" NB, 4° 54' 14" OL | De Schaduwkade                                                                                     |
| 3931                            | Naamstenen Damslachtoffers                                                                          | Slachtoffers schietpartij op de Dam, 7 mei 1945 | Moniker en Stichting Memorial voor Damslachtoffers 7 mei 1945                    | 7 mei 2016                            | naamstenen                          | Dam (noordzijde), 1012 NP                                                                                                  | Centrum | 52° 22' 25" NB, 4° 53' 35" OL | Naamstenen Damslachtoffers                                                                         |
| 3937                            | Plaquette Stadsreiniging                                                                            | Slachtoffers Stadsreiniging |                                                                                  | 1946                                  | plaquette                           | 1946: Kwakersstraat 1 1989: Stadhouderskade 1 2003: Kwakersstraat 1 2015: Hannie Dankbaarpassage (westelijk deel), 1053 RT | West |                               | Plaquette Stadsreiniging                                                                           |
| 3973                            | Monument Oud-Osdorp                                                                                 | militairen uit Oud-Osdorp |                                                                                  |                                       | zuil                                | Osdorperweg, 1067 | Nieuw-West | 52° 22' 8" NB, 4° 46' 50" OL  | Monument Oud-Osdorp                                                                                |
| 4013                            | Oorlogsmonument Gerard Terborgstraat                                                                | Huurders Samenwerking | Victor Levie                                                                     | 2017                                  | monument                            | Gerard Terborgstraat, 1071                                                                                                 | Zuid |                               | Oorlogsmonument Gerard Terborgstraat                                                               |
| 4114                            | Plaquette Joodsche School nr. 1                                                                     | Joodse kinderen en leraren |                                                                                  | 2018                                  | monument                            | Oudeschans 35 | Centrum |                               | Plaquette Joodsche School nr. 1                                                                    |
| 4195                            | monument in de Willem de Zwijgerkerk                                                                | Burgerslachtoffers, Vervolgden Nederland, Verzet Nederland |                                                                                  | 9 september 1954                      | plaquette                           | Olympiaweg, 1076 VX | Amsterdam | 52° 20' 59" NB, 4° 51' 47" OL | monument in de Willem de Zwijgerkerk                                                               |
| 4417                            | Holocaust Namenmonument                                                                             | vervolgden Nederland | Daniel Libeskind                                                                 | 19 september 2021                     | gedenkmuur                          | Weesperstraat | Amsterdam | 51° 36' 6" NB, 5° 26' 39" OL  | Meer afbeeldingen                                                                                  |
|                                 | Nationaal Dankteken                                                                                 | verzetshelden die Joden redden | Gabriel Lester                                                                   | 27 januari 2024                       | sculptuur                           | Nationaal Holocaust Museum, Plantage Middenlaan 27, 1018 DB                                                                | Amsterdam | 52° 22' 1" NB, 4° 54' 40" OL  | |
| 4593                            | Plaquette toren Sloterkerk                                                                          | leden van de Christelijke Jonge Mannen Vereniging van Sloten |                                                                                  | origineel ? huidige steen is uit 2003 | plaquette                           | Osdorperweg 28, Dorp Sloten, 1066 EH                                                                                       | Nieuw-West | 52° 12' 12" NB, 4° 28' 31" OL | Plaquette toren Sloterkerk                                                                         |
|                                 | Monument Dorp Sloten                                                                                | militairen voormalig Nederlands-Indië |                                                                                  | oktober 2001                          | zuil                                | Akerpolderstraat t.o. 9 Dorp Sloten, 1066                                                                                  | Nieuw-West |                               | Monument Dorp Sloten                                                                               |
| 4577                            | Monument voor de slachtoffers van de Davidsschool en de van Detschool                               | vervolgden Nederland |                                                                                  | 24 juni 1948                          | plaquette                           | Hortusplantsoen 2, 1018 TZ                                                                                                 | Centrum | 52° 21' 58" NB, 4° 54' 21" OL | Meer afbeeldingen                                                                                  |
|                                 | Lotty's bankje                                                                                      | vervolgden / Lotty Huffener-Veffer |                                                                                  | 6 september 2017                      | gedenkbank                          | Apollolaan, 1077 | Zuid |                               | |
|                                 | Stolpersteine                                                                                       | vervolgden Nederland | Gunter Demnig                                                                    |                                       | reliëf                              | | Zie Lijst van Stolpersteine in Amsterdam-Noord, Lijst van Stolpersteine in Amsterdam-West, Lijst van Stolpersteine in Weesp |                               | Meer afbeeldingen                                                                                  |
| 4570                            | Oorlogsmonument Corellistraat                                                                       | Afgevoerde Joden tijdens razzia | onbekend                                                                         | 24 mei 2011                           | roestvaste stalen stoeptegelsreliëf | Corellistraat / Beethovenstraat, 1077                                                                                      | Zuid |                               | Meer afbeeldingen                                                                                  |
| 4341                            | Gedenkteken Joodse Musici                                                                           | Joodse musici Concertgebouworkest | Evelyne Merkx René Knip                                                          | 16 oktober 2020                       | plaquette                           | Van Baerlestraat | zuid |                               | Meer afbeeldingen                                                                                  |
| 4460                            | Beeld van Jacoba van Tongeren                                                                       | verzet Nederland | Fabio Pravisani                                                                  | 10 oktober 2021                       | beeld/sculptuur                     | Antillenstraat, 1058 GZ | West | 52° 21' 34" NB, 4° 51' 3" OL  | Meer afbeeldingen                                                                                  |
| 4469                            | Gedenksteen Joodse Betondorpers                                                                     | Joodse Betondorpers | onbekend                                                                         | 4 mei 2015                            | steen                               | Brink 1A | Oost |                               | Meer afbeeldingen                                                                                  |
| 4502                            | Schaduwen                                                                                           | Joden tijdens razzia juni 1943 | Ram Katzir                                                                       | 20 juni 2022                          | asfalt                              | Olympiaplein | Zuid |                               | Meer afbeeldingen                                                                                  |
| Dit oorlogsmonument op Wikidata | Speelplaats Falckstraat                                                                             | Scheiding Joodse en niet-Joodse kinderen | Merijn Bolink                                                                    | 19 april 2024                         | asfalt                              | Falckstraat | Centrum |                               | Meer afbeeldingen                                                                                  |
| 4592                            | Verdoonermonument                                                                                   | Joodse pensiongasten | Louise van Teylingen                                                             | 28 maart 2024                         | asfalt                              | Weesperzijde | Oost |                               | Meer afbeeldingen                                                                                  |

Aalsmeer ·
Alkmaar ·
Amstelveen ·
Amsterdam ·
Bergen ·
Beverwijk ·
Blaricum ·
Bloemendaal ·
Castricum ·
Den Helder ·
Diemen ·
Dijk en Waard ·
Drechterland ·
Edam-Volendam ·
Enkhuizen ·
Gooise Meren ·
Haarlem ·
Haarlemmermeer ·
Heemskerk ·
Heemstede ·
Heiloo ·
Hilversum ·
Hollands Kroon ·
Hoorn ·
Huizen ·
Koggenland ·
Landsmeer ·
Laren ·
Medemblik ·
Oostzaan ·
Opmeer ·
Ouder-Amstel ·
Purmerend ·
Schagen ·
Stede Broec ·
Texel ·
Uitgeest ·
Uithoorn ·
Velsen ·
Waterland ·
Weesp ·
Wijdemeren ·
Wormerland ·
Zaanstad ·
Zandvoort
Rijksmonumenten:
Centrum ·
Nieuw-West ·
Noord ·
Oost ·
West ·
Zuid ·
Zuidoost ·
Weesp
Gemeentelijke momumenten:
Centrum ·
Nieuw-West ·
Noord ·
Oost ·
West ·
Zuid ·
Zuidoost ·
Weesp
Beschermde Stadsgezichten:
Rijks: 
Binnen de Singelgracht · 
Nieuwmarktbuurt · 
Noord · 
Plan Zuid · 
Weesp

Gemeentelijk: 
Bijlmermuseum · 
Van Eesteren Museum · 
Sloterplas · 
IJplein · 
Plan van Gool
Beschermde Dorpsgezichten:
Rijks: 
Durgerdam ·
Holysloot ·
Ransdorp

Gemeentelijk: 
Sloten
Overig:
Werelderfgoed · 
Nationale landschappen · 
Provinciale monumenten · 
Oorlogsmonumenten